# Arontorp (naturreservat)
Arontorp är ett naturreservat i Mörbylånga kommun i Kalmar län.
Området är naturskyddat sedan 1977 och är 5 hektar stort. Reservatet består i väster igenvuxna lövängar där det finns ek, ask och alm.

## Bildgalleri

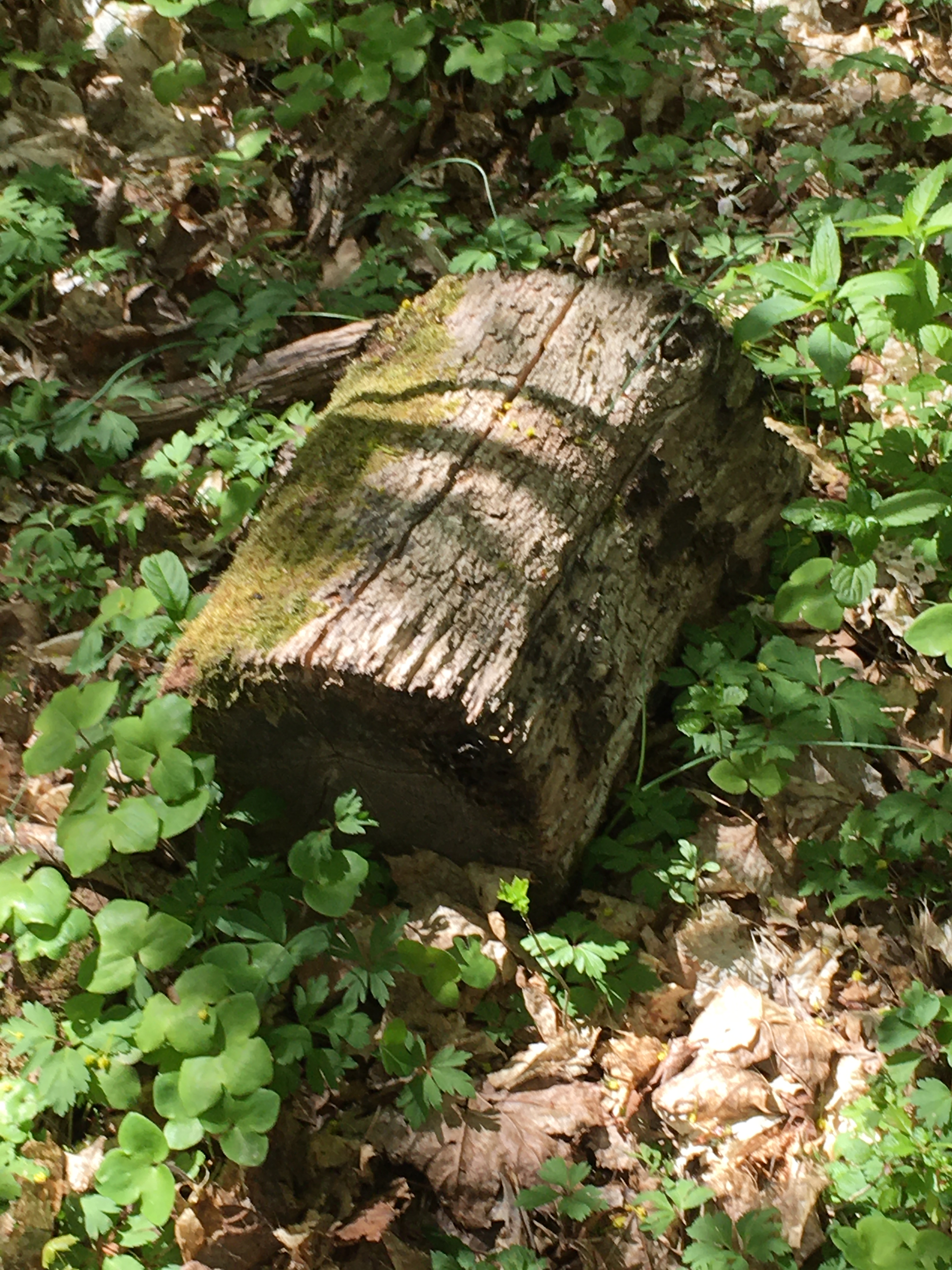
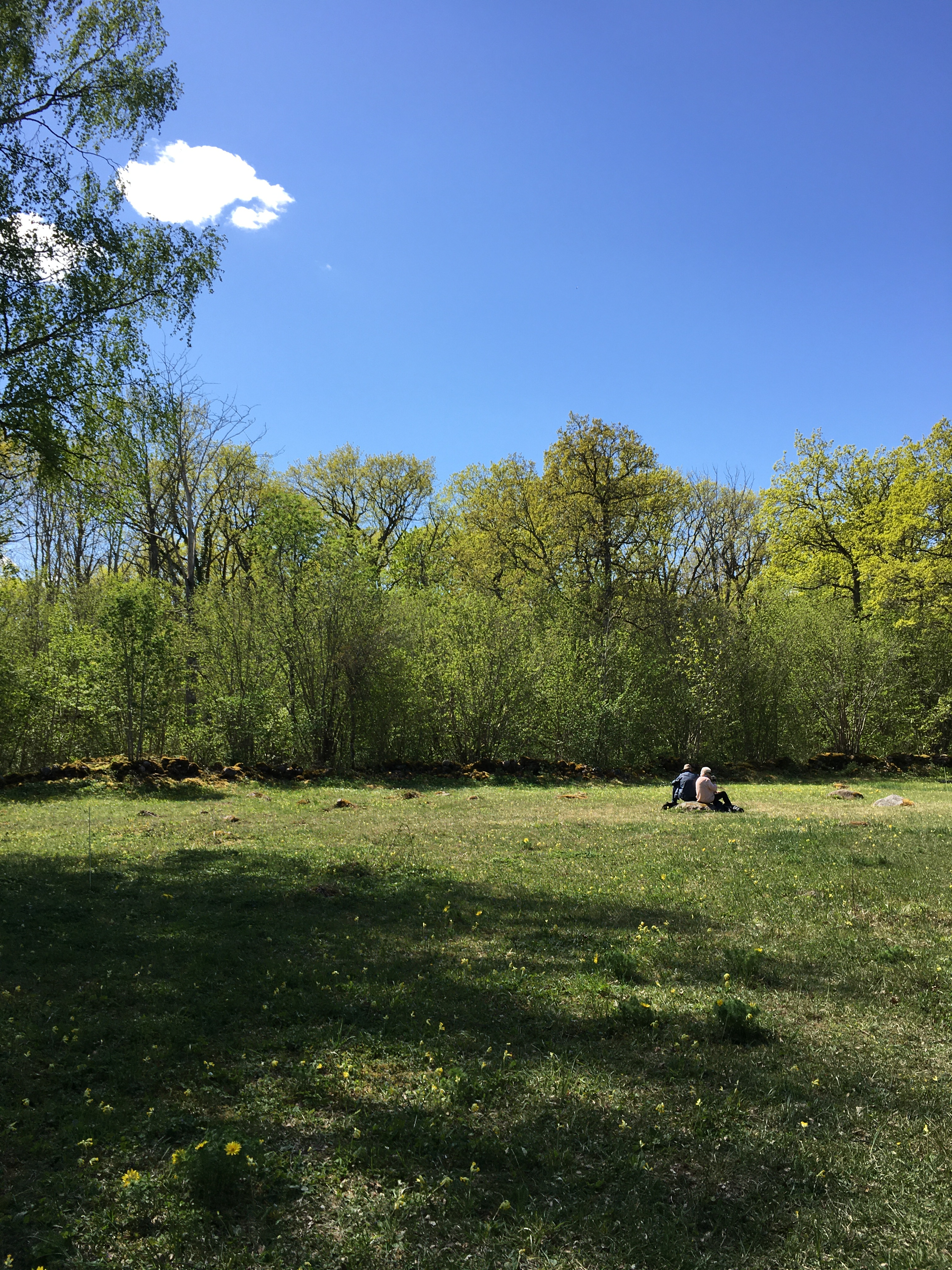
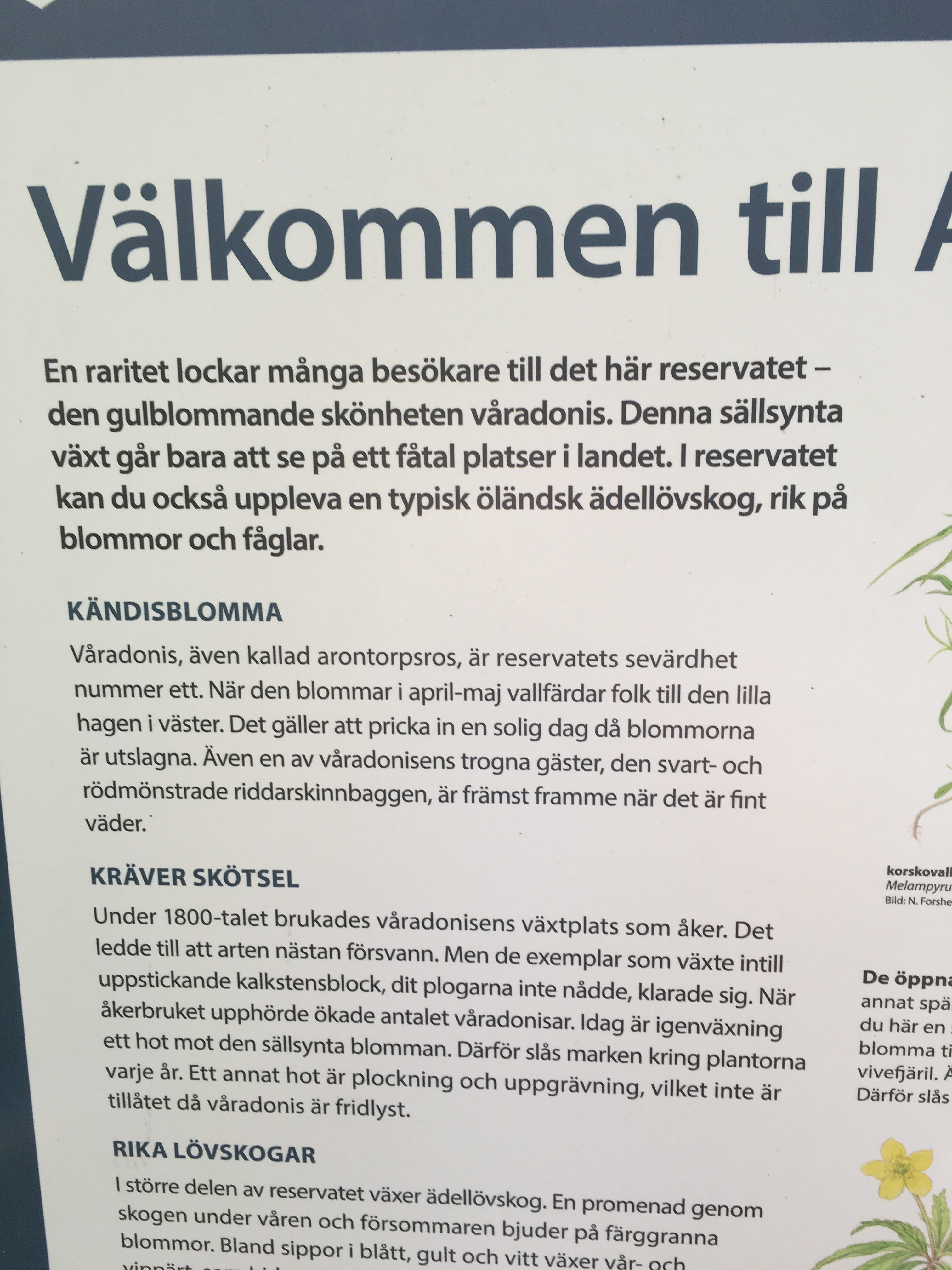
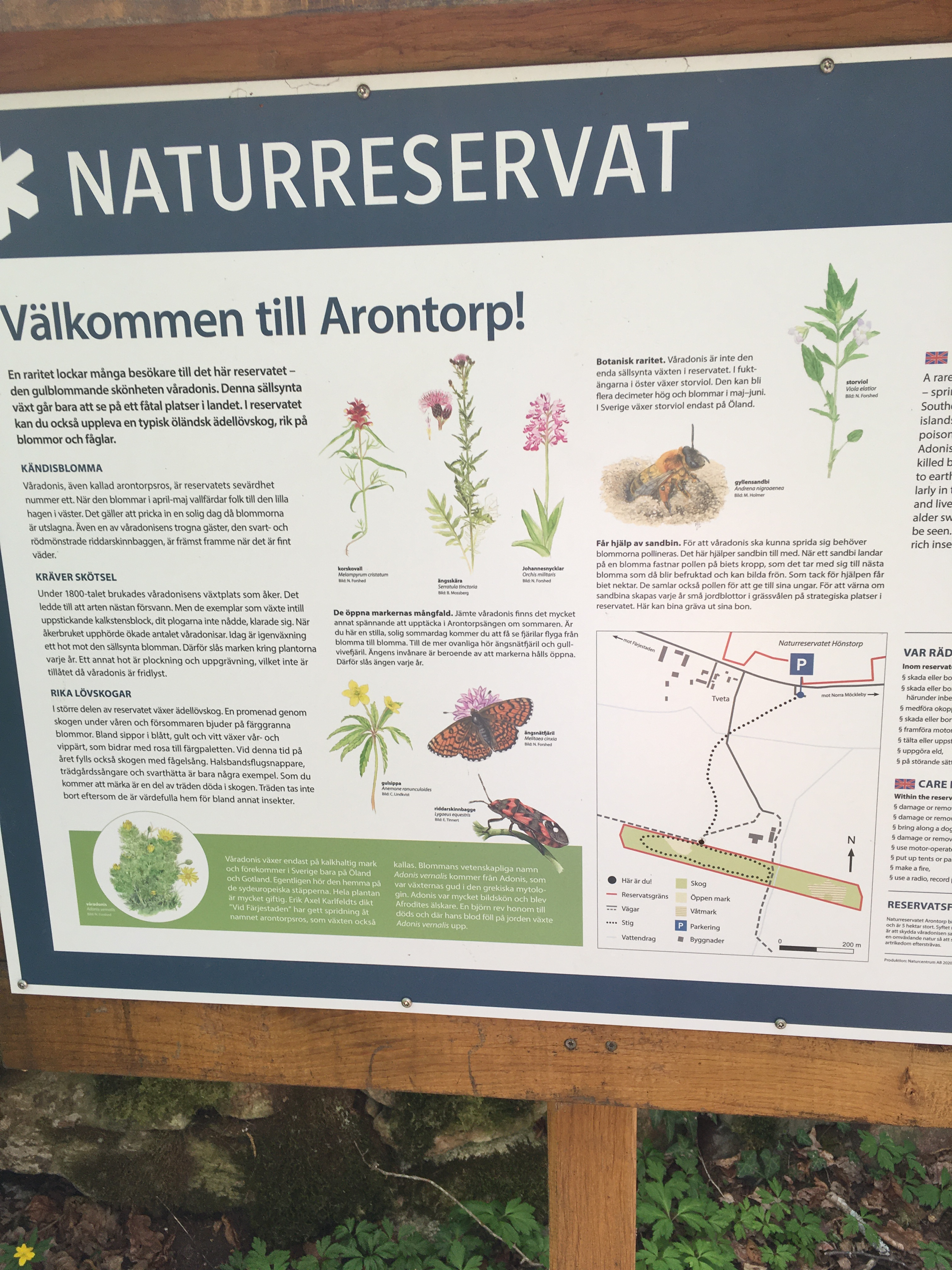
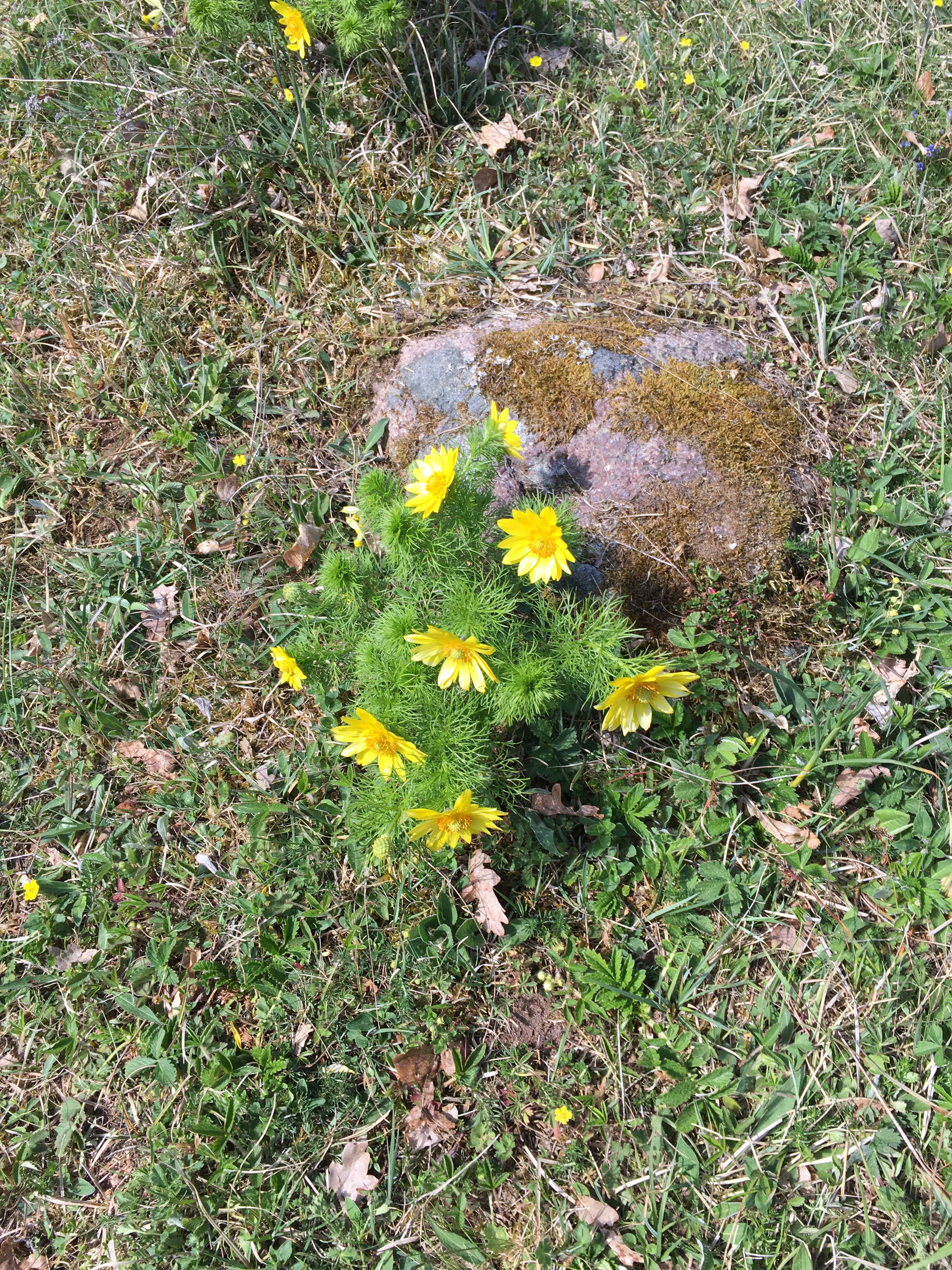
Våradonis, Adonis vernalis.
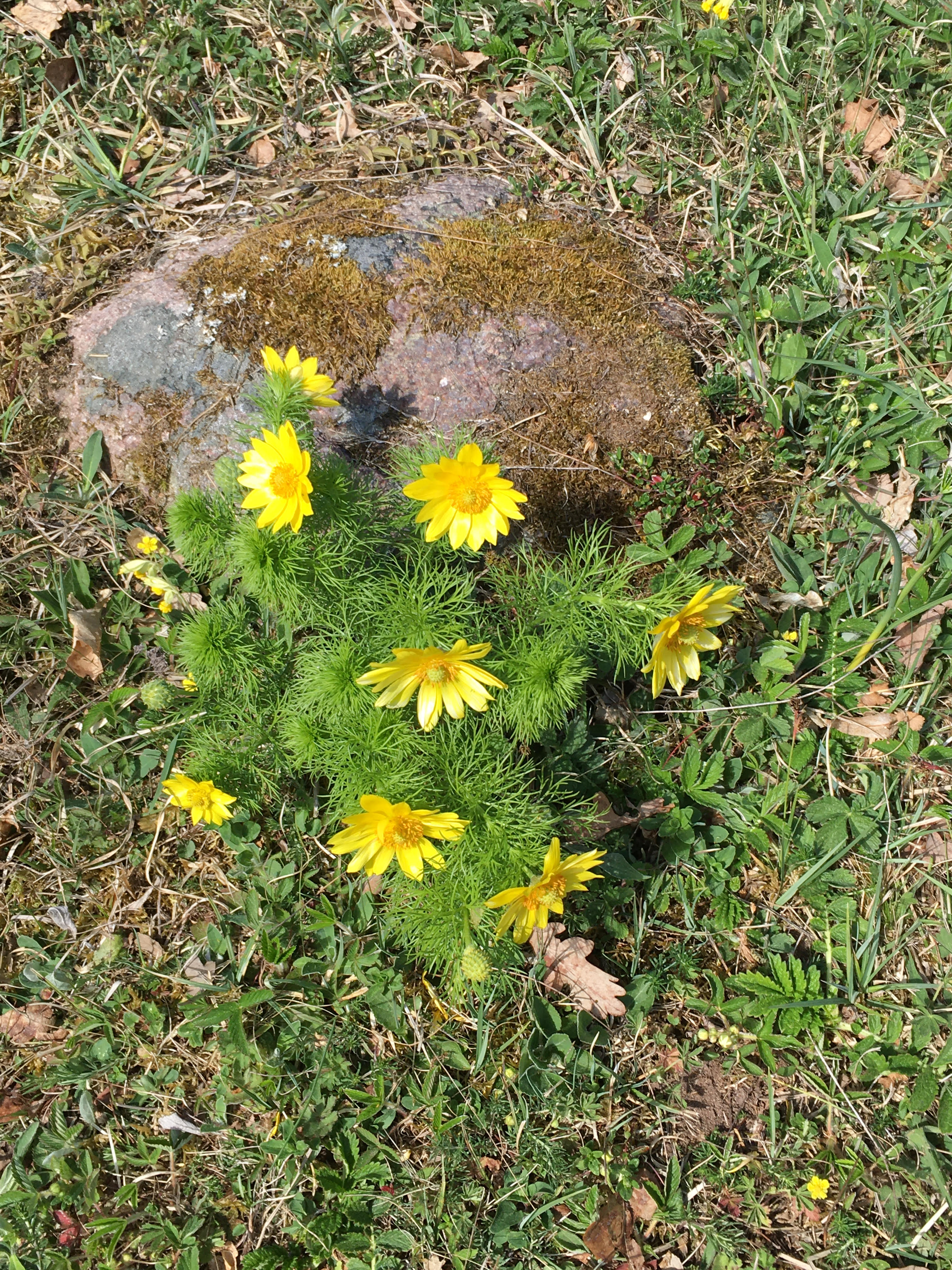
Våradonis.